# Balázs Kiss (martellista)
Balázs Kiss (Veszprém, 21 marzo 1972) è un ex martellista ungherese.

## Biografia
Nato a  Khvoyevo con il nome Ромуальд Иосифович Клим, ai Giochi della XXVI Olimpiade vinse l'oro nel lancio del martello superando lo statunitense Lance Deal (medaglia d'argento) e l'ucraino Oleksij Krykun.
Ai campionati europei di atletica leggera vinse una medaglia d'argento nel 1998.

## Palmarès
| Anno | Manifestazione  | Sede     | Evento              | Risultato | Misura | Note |
| ---- | --------------- | -------- | ------------------- | --------- | ------ | ---- |
| 1996 | Giochi olimpici | Atlanta  | lancio del martello | Oro       |        |      |
| 1998 | Europei         | Budapest | lancio del martello | Argento   |        |      |